# Eisenbahndamm (Lindau)

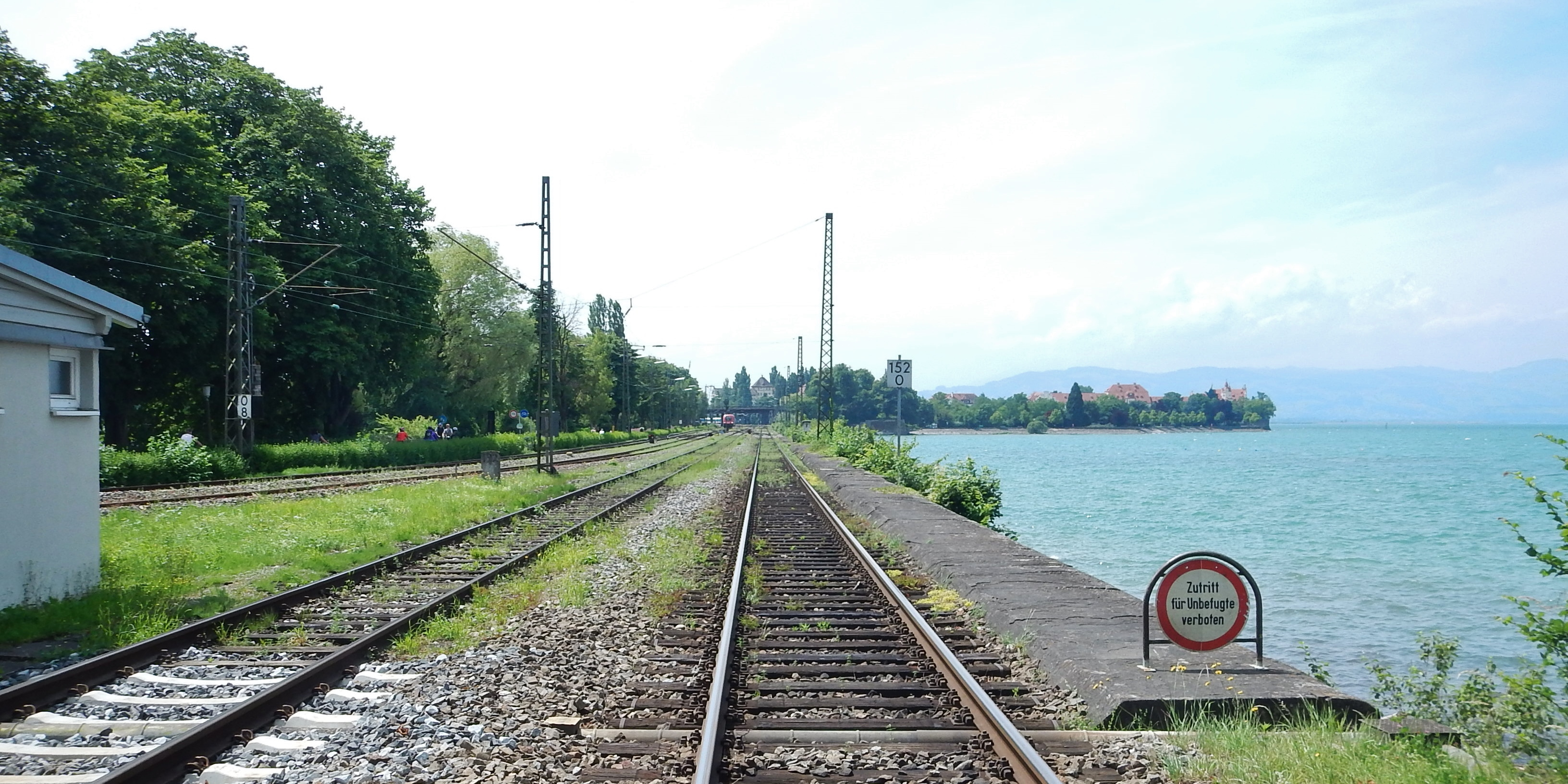
Der Lindauer Bahndamm, Blick vom Festland in Richtung Insel – das rechte Gleispaar gehört zur Strecke von und nach Buchloe; links davon die Gleise von und nach Bludenz

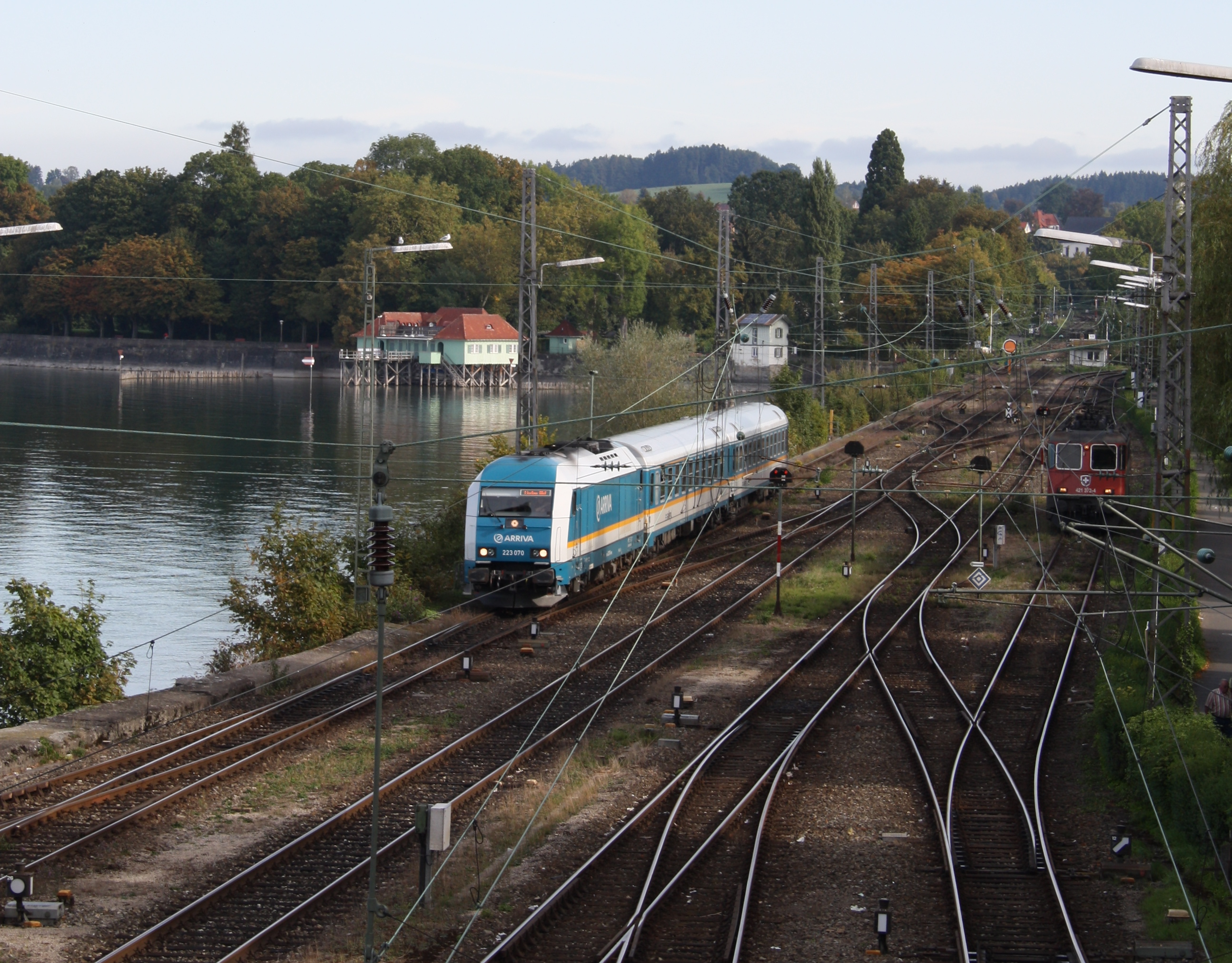
Blick von der Insel in Richtung Festland

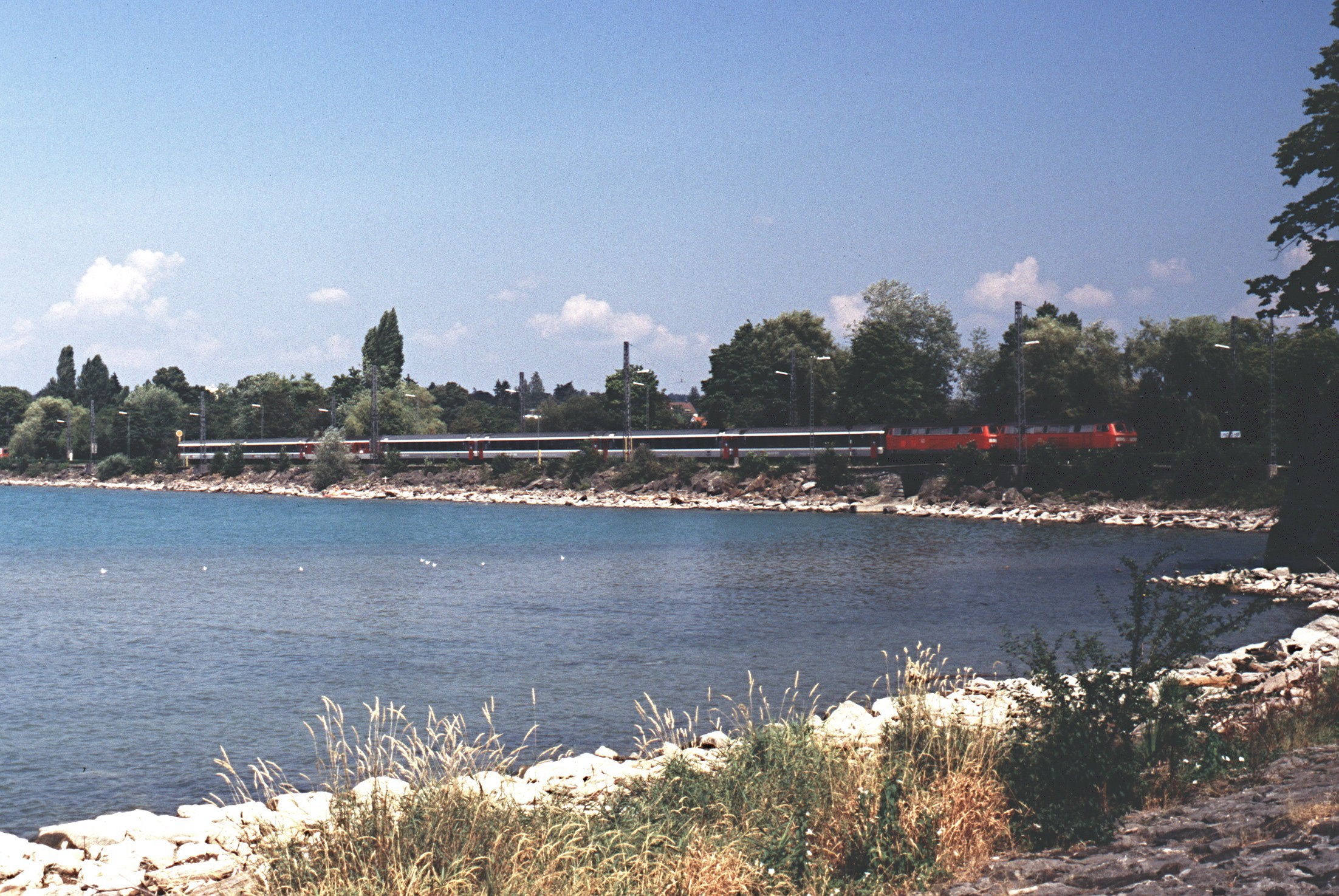
Zug von München nach Zürich auf dem Bodenseedamm mit zwei DB-Diesellokomotiven der Baureihe 218 vor SBB-Reisezugwagen (2006)

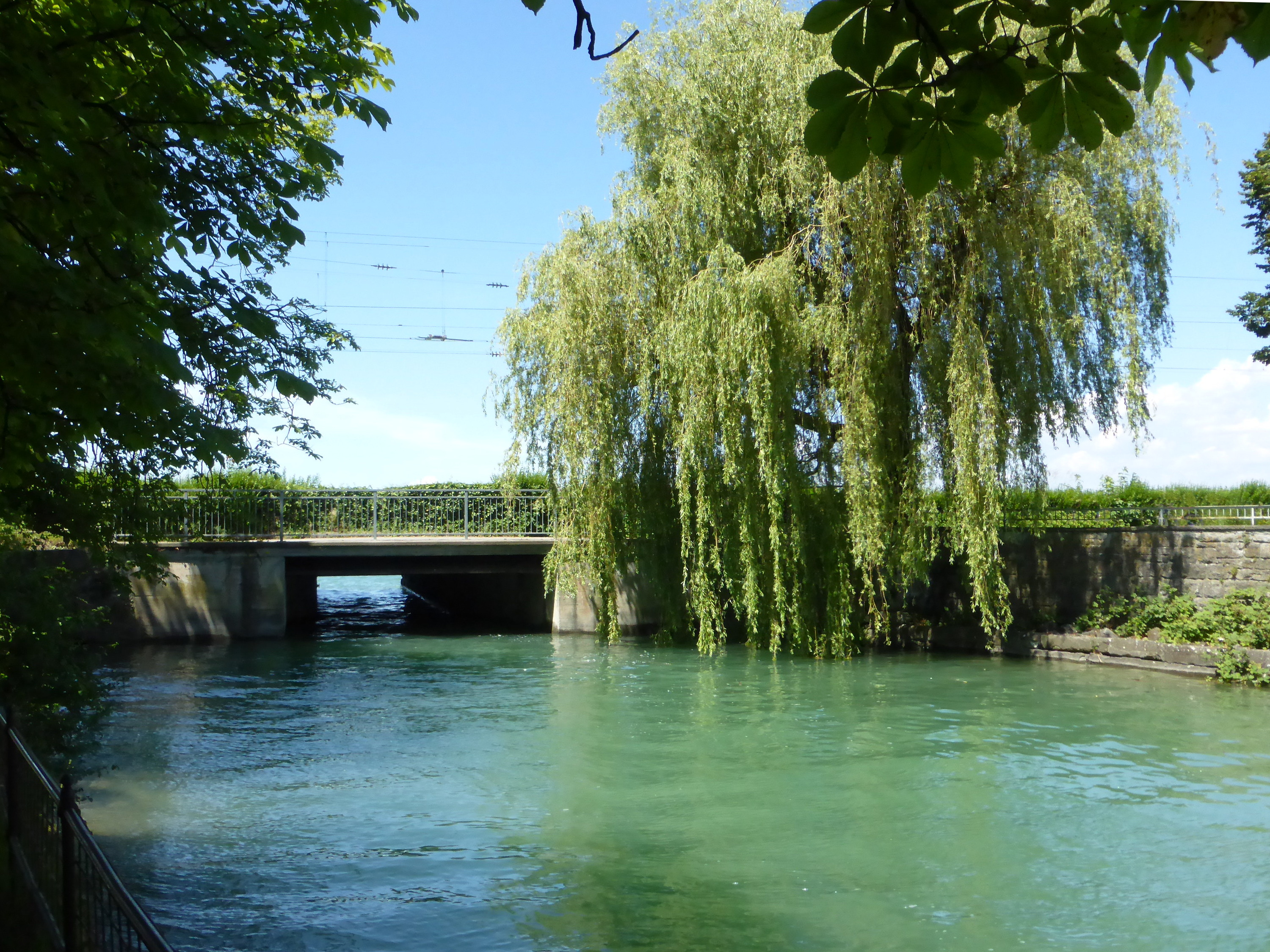
Durchlass für kleinere Boote

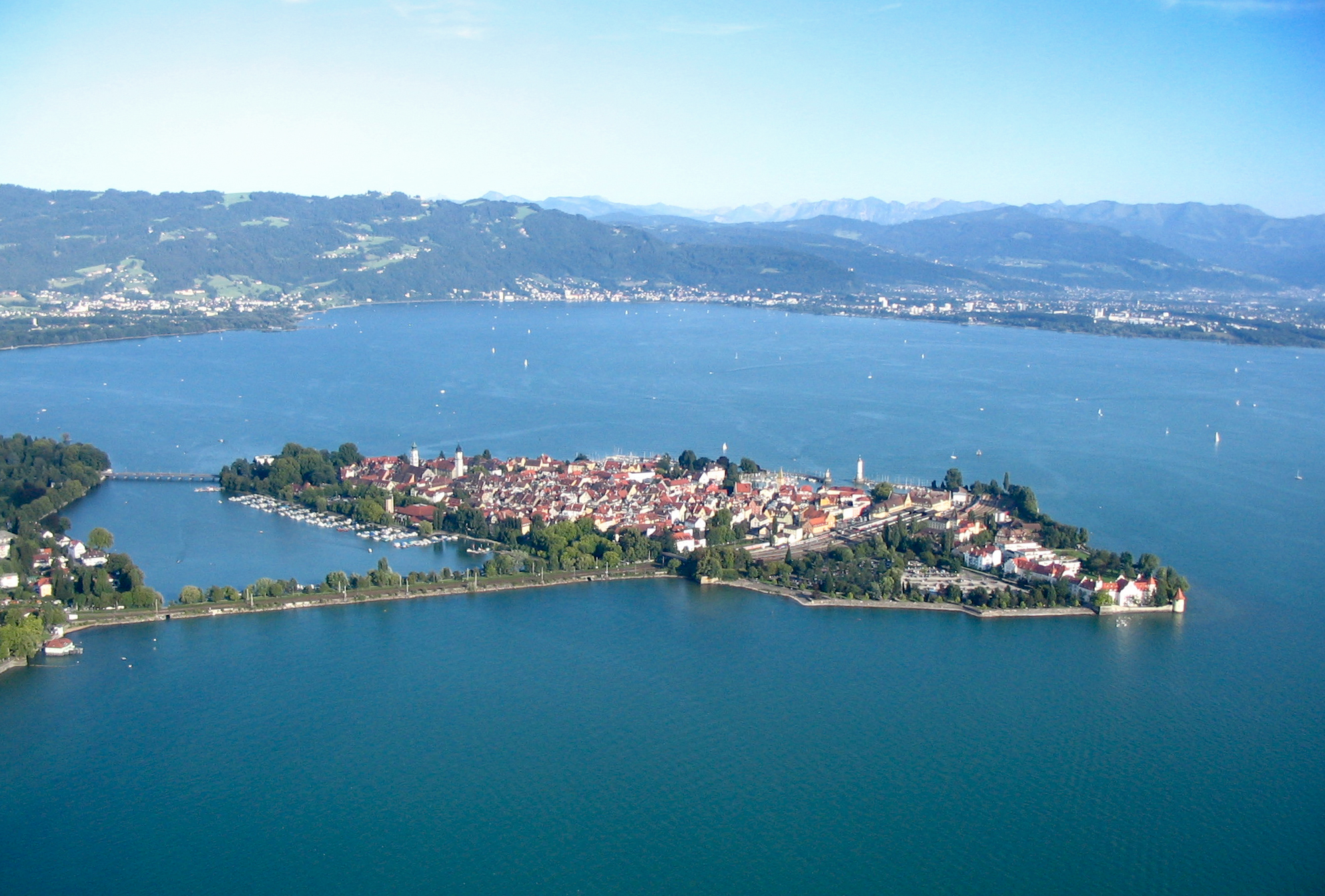
Luftaufnahme, vorn der Bodenseedamm und hinten die Landtorbrücke, dazwischen der Kleine See

Der Eisenbahndamm in Lindau, auch Bodenseedamm genannt, ist ein aus dem 19. Jahrhundert stammendes Verkehrsbauwerk. Er verbindet den Bahnhof auf der Insel Lindau über eine Uferzone des Bodensees hinweg mit dem Stadtteil Aeschach auf dem Festland. Dadurch entstand ein als Kleiner See bezeichneter Seeabschnitt. Der Damm überführt mit insgesamt vier Gleisen die Bahnstrecken Buchloe–Lindau und Lindau–Bludenz. Neben den Dämmen zu den Inseln Reichenau und Mainau ist dieses Lindauer Bauwerk der dritte und zugleich jüngste Damm im Bodensee.
Auf seiner Ostseite verlaufen je ein Fuß- und ein Radweg, die durch Grünstreifen voneinander und von den Gleisen getrennt sind. Diese Wege bieten Zugang zu diversen Bootsliegeplätzen im Kleinen See und können im Katastrophenfall als Reservezufahrt auf die Insel dienen.
Einige hundert Meter östlich existiert schon seit dem 13. Jahrhundert die Landtorbrücke für den Straßenverkehr. Beide Übergänge zusammen trennen den so genannten Kleinen See vom übrigen Bodensee ab. Zwei Durchlässe (Brücken) ermöglichen es kleineren Booten, den Damm auf dem Weg von und zum Yachthafen zu passieren; sie verhindern zudem die Verlandung des Kleinen Sees.

## Geschichte

### Bau
Ab Sommer 1851 hatte der spätere Leiter der Lindauer Eisenbahn-Commission, Sektionsingenieur Ludwig Fries, die anspruchsvolle Aufgabe, im Auftrag der Königlich Bayerischen Staatseisenbahnen den Damm zu bauen. Er führte vom Aeschacher Ufer aus zum gewünschten Zielbahnhof auf der damals noch großteils unbebauten „Hinteren Insel“ und sollte auch bei Hochwasser sicher sein. Das ursprünglich 550 oder 555 Meter lange Bauwerk wurde sicherheitshalber im Flachwasserbereich der „Lindauer Halde“ errichtet, bevor diese etwas westlich davon in zwei Terrassen um zehn Meter abstürzt. Der benötigte Seegrund befand sich bereits seit dem bayerischen Gemeindeedikt von 1818 im Staatsbesitz. Doch unterliefen der Bauleitung etliche folgenschwere Fehler. Baubeginn war 1851 während des sommerlichen hohen Wasserstandes. Ohne Befestigung des Untergrundes und der Dammränder wurde zunächst viel lösliches Erdmaterial, beispielsweise aus dem tiefen Schinderloch-Einschnitt zwischen Oberreitnau und Schönau, in den See gekippt. Doch wurde dieses von der Westströmung abgetragen und im Kleinen See verteilt.
So verschwand das anfangs eingebrachte Füllmaterial ganz unerwartet. Die damit verbundenen Absenkungen verursachten statische Probleme, zumal der Seegrund im Flachwasser weich und nachgiebig war. Erst als man begann, mit 18 großen Segelschiffen, so genannten Lädinen, große Steine aus der Bregenzer Ach und dem Rhein sowie Bruchsteine aus der Schweiz und Bregenzer Nagelfluh für den Unterbau des Dammes zu verwenden, hatte Fries mehr Erfolg.
Doch auch das neue Füllmaterial verteilte sich bis zum Jahr 1853 immer wieder im weichen Grund des Sees. Eine genauere Untersuchung von dessen Beschaffenheit ergab, dass er zwar im unteren Bereich aus hartem Material besteht, darüber aber eine weichere Schicht aufliegt, die der Gewichtsbelastung immer wieder nachgab und so wiederholt zu Absenkungen führte.
Zum Schutz vor feindlichen Truppen musste, auf Drängen des Generalstabs, beim Bau des Damms ferner noch ein Eisenbahn-Festungstor auf der Stadtseite errichtet werden, das sogenannte Dammtor auf Höhe der heutigen Thierschbrücke.

### Eröffnung
Eigentlich sollte die neue Verbindung schon am 12. Oktober 1853, dem Namenstag von König Maximilian, eröffnet werden. Doch endete die damalige Ludwig-Süd-Nord-Bahn aufgrund der Schwierigkeiten beim Dammbau einige Monate lang provisorisch schon in der, damals noch eigenständigen, Gemeinde Aeschach. Der neue Damm ging letztlich erst am 1. März 1854 in Betrieb, als die heutige Strecke Buchloe–Lindau von Aeschach aus zum Lindauer Bahnhof verlängert wurde. Die feierliche Eröffnung in Anwesenheit Maximilians folgte am 13. Juli 1854.

### Frühe Probleme
Schon im Jahr 1856 wandte sich das Lindauer Telegrafenamt an den Magistrat, da es immer häufiger vorkomme, dass sich die Schnüre der Lindauer und Aeschacher Angler in den längs des Damms geführten Freiluft-Telegrafenleitungen verfingen, „was mannigfache Störungen in der telegrafischen Korrespondenz zur Folge habe“. Daraufhin wurde das Angeln auf dem Damm verboten.
Der Lindauer Magistrat wiederum beklagte sich 1858 über die beginnenden Ablagerungen im Kleinen See. Doch das Königliche Oberpost- und Bahnamt in Augsburg verschloss sich den Beschwerden gegenüber, ließ später sogar die nachträgliche Schließung des ursprünglich dritten Wasserdurchlasses zu.

### Erweiterungen
Für die 1865 im Staatsvertrag mit Österreich beschlossene Strecke nach Bludenz wurde der, anfangs eingleisige, Damm 1866 um ein zweites Gleis erweitert, das sogenannte „Österreichische Gleis“. Hierzu musste das erst rund zwölf Jahre alte Dammtor wieder abgebrochen werden. Letztlich ging die Bludenzer Strecke aber erst verspätet am 14. Oktober 1872 in Betrieb. Im Zuge seines ersten Ausbaus erhielt der Damm außerdem auf seiner Westseite einen, mit einem Eisengeländer geschützten, Fußweg. Noch 2003 waren die dortigen Abschlussplatten auf der Dammoberseite jene aus dem Jahr 1854.
Mit der Inbetriebnahme der Bahnstrecke Friedrichshafen–Lindau im Jahr 1899 stieg der Zugverkehr weiter an, so dass der Damm ab 1909 erneut verbreitert wurde, um ein weiteres Gleis anlegen zu können. Jedoch weigerte sich die Augsburger Behörde gegen die damalige Forderung der Stadt Lindau, zwecks besserer Durchflutung des Kleinen Sees eine 50 Meter breite Brücke in den Damm zu integrieren. Die Inbetriebnahme des dritten Gleises erfolgte schließlich 1914, in späteren Jahren folgte noch ein viertes Gleis.
Heute gehört der Damm der Deutschen Bahn. Das westliche Gleispaar dient den Zügen in und aus Richtung Hergatz sowie in und aus Richtung Friedrichshafen; das östliche ist den Zügen in und aus Richtung Lindau-Reutin vorbehalten. Letzteres ist zudem seit 1954 elektrifiziert. Die Oberleitungen wurden 2020 erneuert und auf die Strecke nach Hergatz ausgeweitet.
Die dem Wellengang stark ausgesetzte Westseite des Dammes, die noch aus den beim Bau in den 1850er Jahren genutzten Steinen besteht, wird ebenfalls instand gesetzt. Das schafft die Voraussetzung für einen sicheren Stand von Fahrleitungsmasten auf der Westseite und die seit dem Fahrplanwechsel im Dezember 2020 im Betrieb genutzte Elektrifizierung auch des westlichen Gleispaares.

### Hochwasser
Während des Pfingsthochwassers 1999 trieb ein Sturm der Stärke 11 am 2. Juni 1999 bis zu vier Meter hohe Wellen gegen die Westseite des Dammes und lagerte große Mengen Treibholz auf ihm ab. Ein Reisezug fuhr in das Hindernis und musste evakuiert werden; erstmals in der deutschen Eisenbahngeschichte war eine Strecke wegen Treibholzes unpassierbar.